# Relations entre l'Église catholique et les sciences

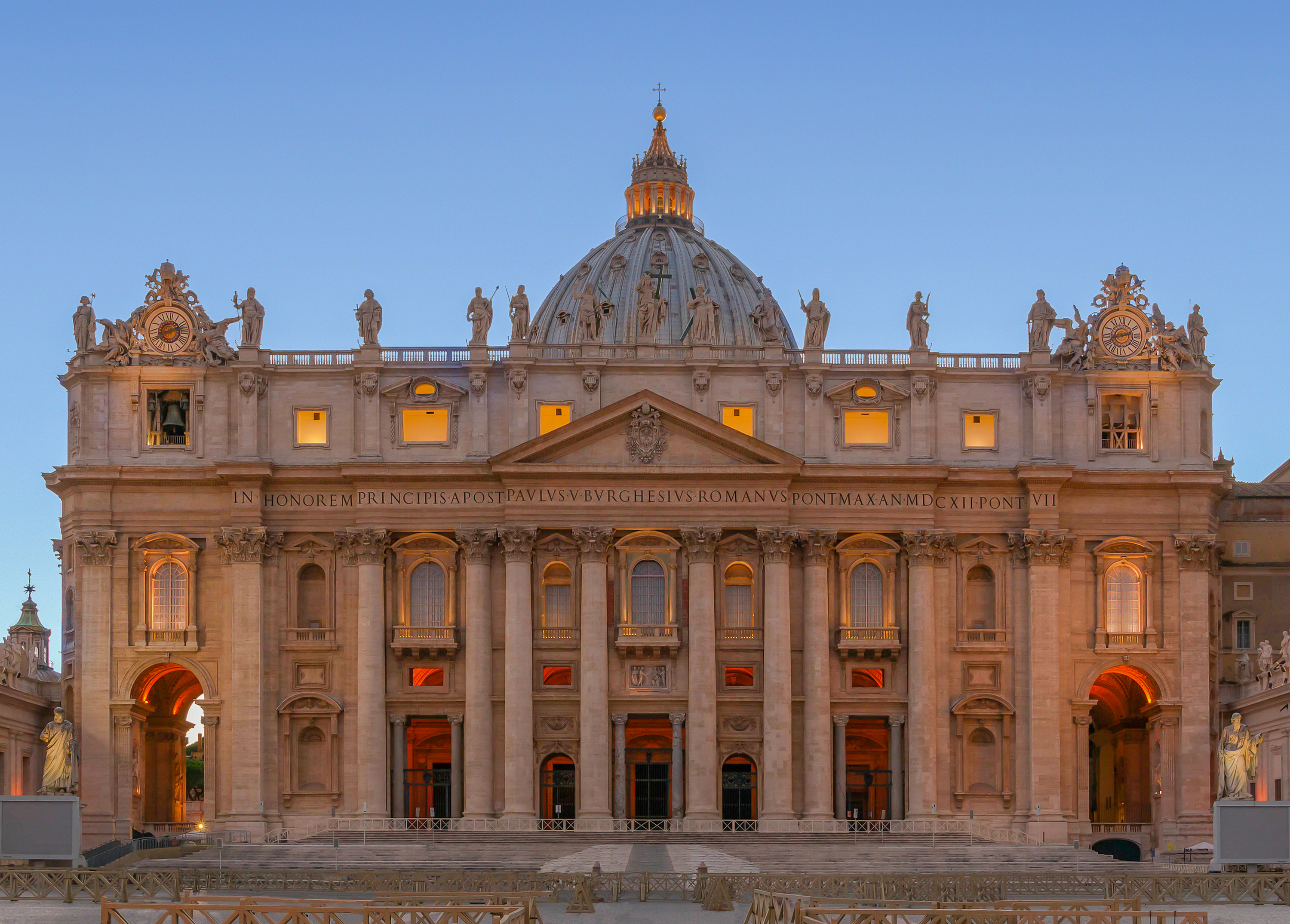
Façade de la Basilique Saint-Pierre de Rome. Cité du Vatican.

Les relations entre l’Église catholique et la science font l'objet d'un important débat.

## Histoire
Historiquement, l’Église catholique a souvent été un important soutien des sciences. Elle a permis la fondation de nombreuses écoles, universités et hôpitaux et beaucoup de membres du clergé étaient actifs dans les sciences. Les historiens des sciences tels que Pierre Duhem soulignent le rôle des mathématiciens et philosophes catholiques médiévaux tels que Jean Buridan, Nicole Oresme et Roger Bacon comme fondateurs des sciences modernes. Duhem conclut que « la mécanique et la physique, dont les temps modernes sont fières de descendre, par une série ininterrompue d'améliorations rarement perceptibles, sont des doctrines développées au cœur des écoles médiévales ».
La thèse du conflit et d'autres critiques mettent l'avant les conflits historiques et contemporains entre l’Église catholique et les sciences, citant le procès de Galilée comme preuve. De son côté, l’Église catholique enseigne que la foi chrétienne et la science sont complémentaires, comme l'indique le paragraphe 159 du Catéchisme de l'Église catholique, qui déclare au sujet de la foi et de la science « bien que la foi soit au-dessus de la raison, il ne peut jamais y avoir de vrai désaccord entre elles. Puisque le même Dieu qui révèle les mystères et communique la foi a fait descendre dans l’esprit humain la lumière de la raison, Dieu ne pourrait se nier lui-même ni le vrai contredire jamais le vrai ».
Les scientifiques catholiques ont permis des découvertes scientifiques dans de nombreux domaines. Dans l'ancien temps, l'emphase chrétienne sur la charité pratique donne a permis le développement d'infirmeries et d'hôpitaux et l’Église reste le plus important fournisseur privé de soins et de centres de recherche dans le monde. Après la chute de Rome, les monastères et les couvents restèrent des bastions académiques en Europe occidentale dans lesquels les hommes du clergé étudiaient la nature, les mathématiques et le mouvement des étoiles (principalement à des fins religieuses). Au Moyen Âge, l’Église a fondé les premières universités d'Europe, formant des académiques tels que Robert Grosseteste, Albert le Grand, Roger Bacon et Thomas d'Aquin, qui aidèrent à établir la méthode scientifique. Durant cette période, l’Église soutenait également l'ingénierie pour la construction de cathédrales modernes. Depuis la Renaissance, les scientifiques catholiques ont été considérés comme les « Pères » de certains domaines scientifiques : Jean-Baptiste Lamarck (1744–1829) a préfiguré la théorie de l'évolution avec le lamarckisme ; Gregor Mendel (1822–84) était un pionnier de la génétique et Georges Lemaître (1894-1966) proposa le modèle cosmologique du Big Bang. Les Jésuites ont également été particulièrement actifs, notamment en astronomie. Le soutien de l'Église dans les sciences continue avec des institutions dont l'Académie pontificale des sciences et l'Observatoire du Vatican.
La vision de l’Église comme mécène des sciences est contestée par certains, qui parlent soit d'une relation historiquement variée, qui est passée d'un soutien actif et singulier à des affrontements amers (avec des accusations d'hérésie) – ou un conflit intellectuel permanent entre la religion et la science. Les philosophes du Siècle des Lumières comme Voltaire sont connus pour leurs critiques des avancées du Moyen Âge. Au XIXe siècle, la thèse du conflit émergea pour mettre en avant un conflit intrinsèque ou des conflits entre l’Église et les sciences. L'usage historique original de ce terme impliquait que l’Église était en opposition perpétuelle avec les sciences. Les usages tardifs de ce terme dénote une opposition épistémologique de l’Église à la science. La thèse interprète la relation de l’Église avec les sciences comme conduisant inévitablement à l'hostilité publique, quand la religion remet en cause agressivement les idées scientifiques — comme dans le procès de Galilée. Une critique alternative est l’Église s'est opposé à des découvertes scientifiques particulières qu'elle ressentait comme mettant en cause son autorité et son pouvoir - particulièrement pendant la Réforme et le Siècle des Lumières. Cette thèse déplace l'emphase d'une incompatibilité fondamentale de la religion per se et des sciences en général à une critique des raisons structurelles ayant entraîné la résistance de l’Église en tant qu'organisation politique.
L'Église elle-même rejette aussi la notion de conflit inné. Le premier concile du Vatican (1869/70) déclara que « la foi et la raison s'aident mutuellement l'une et l'autre ». La Catholic Encyclopedia de 1912 établit que « les conflits entre la science et l’Église ne sont pas réels » et déclare que les croyances en un tel conflit sont basées sur de mauvaises assomptions. Le pape Jean-Paul II a résumé la vision catholique de ces relations entre la foi et la raison dans l’encyclique Fides et Ratio, en disant que la « foi et la raison sont comme deux ailes sur lesquelles l'esprit humain s'élève pour contempler la vérité ; et Dieu a placé dans le cœur humain un désir de savoir la vérité – en un mot, se connaitre soi-même – afin que, en connaissant et en aimant Dieu, les hommes et les femmes puissent connaître toute la vérité sur eux-mêmes ».
L'astronome papal, Guy Consolmagno, décrit la science comme un « acte de vénération » et une façon d'« être intime avec le Créateur ».